# شط العرب
شط العرب وسمي «دجلة العوراء» قبل القرن 5 هـ، هو نهر يتكوّن من التقاء نهري دجلة والفرات، حيث يلتقي نهر دجلة مع المجرى الأعلى للفرات بمدينة القرنة على بعد 375 كم جنوب بغداد ويلتقي دجلة والفرات الأسفل في كرمة علي(1). ويبلغ طوله حوالي 190 كم، ويصب في الخليج العربي عند طرف مدينة الفاو، والتي تعتبر أقصى نقطة في جنوب العراق ويصل عرض شط العرب في بعض مناطقه إلى كيلو مترين أما بالنسبة لضفافهِ فكانت كلها مزروعة بأشجار النخيل قبل الحرب ولكنها تعرضت للقطع والإهمال خلال الفترة الأخيرة، وهناك مدينة تقع على ضفاف شط العرب تسمى التنومة حيث تكثر فيها بساتين النخيل. وعندما أُرِيدَ بناءُ جامعة البصرة، اختيرت هذه المدينة لما تتمتع به من مناظر خلابة وطبيعة ساحرة. ويستمر النهر في المسير حتى يمر بقضاء أبي الخصيب وهي منطقة ريفية عامرة بأشجار النخيل.
كانت كل مياه شط العرب حتى عام 1975 جزءا من العراق، إلا أنه وبموجب اتفاقية الجزائر تنازل العراق على الشاطئ الشرقي المطل على الحدود مع إيران لها. وأصبحت الملاحة مشتركة.

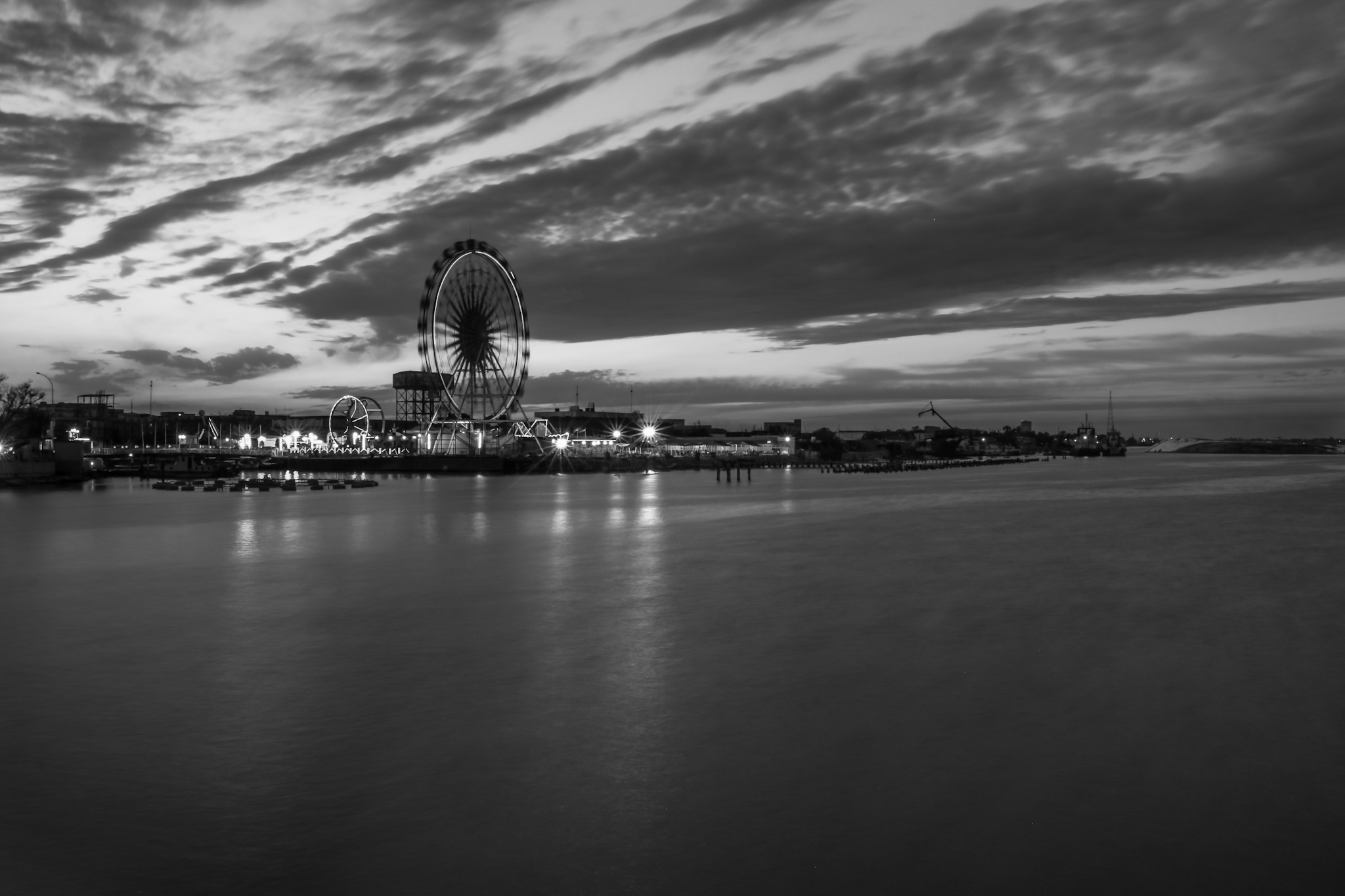
مساء شط العرب

وكانت النية لدى الحكومة المحلية في مدينة البصرة بأن تجعل جزيرة أم الرصاص المطلة على الشط منطقة سياحية، ولكنها لم تباشر فعليا بإنجاز المشروع. وعلى صعيد متصل اتسعت رقعة الحديث مؤخرا حول تفاقم ظاهرة تلوّث مياه شط العرب، وهناك من يتحدث من ذوي الخبرة في مجال حماية البيئة عن وجود بقع زيت في بعض المساحات المائية من النهر. ويعتبر شط العرب من أعمق المسطحات المائية في العراق حيث تستطيع السفن الكبيرة السير من خلاله إلى داخل العراق.

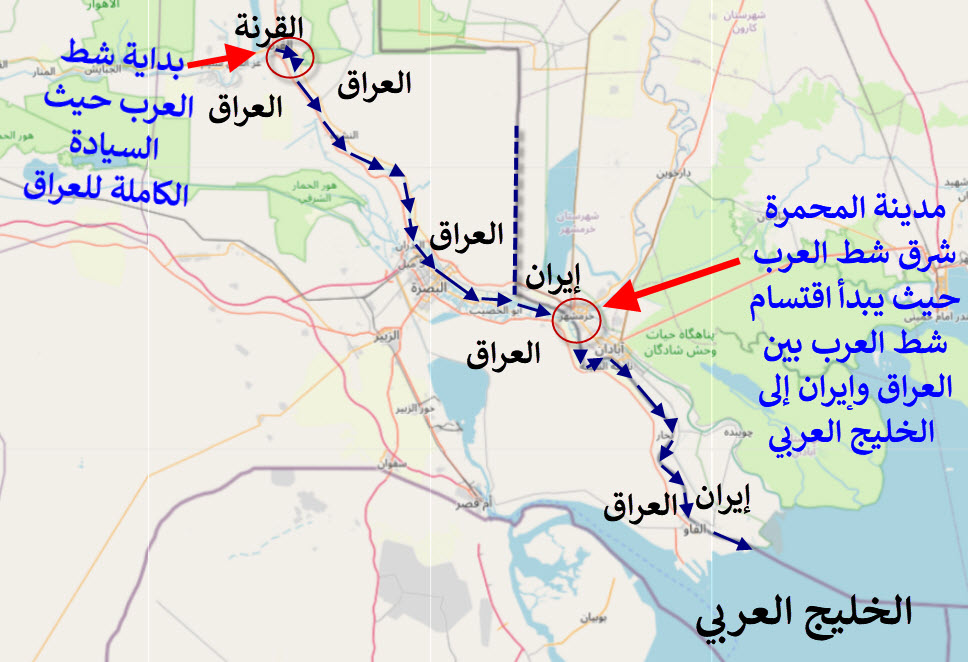
مسار شط العرب العراقي من منطقة القرنة حتى مدينة المحمرة الإيرانية حيث يصبح النهر عراقياً إيرانياً مقتسماً بين العراق وإيران إلى مصب شط العرب

ويتفرع من نهر شط العرب الكثير من الأهوار التي تشق المدن والأحياء البصرية فتشكل إحدى أجمل المناظر في البصرة. ولقد طوّرت الحكومة المحلية في البصرة كورنيش السياب، الذي سمي على اسم شاعر البصرة بدر شاكر السياب، وكورنيش القصر على ضفاف شط العرب حيث يشهد حضور العديد من السياح في المناسبات.

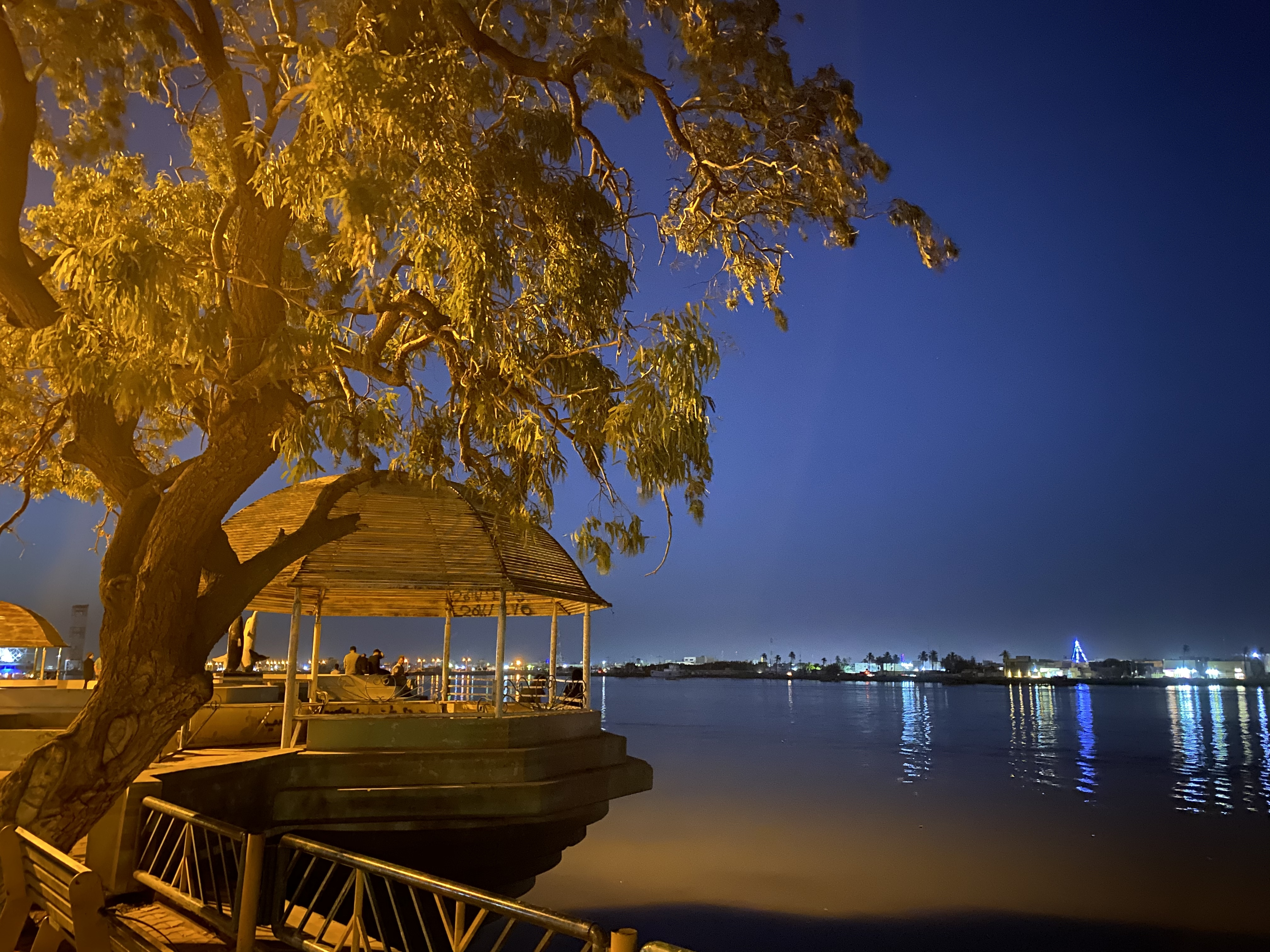
كورنيش شط العرب في البصرة

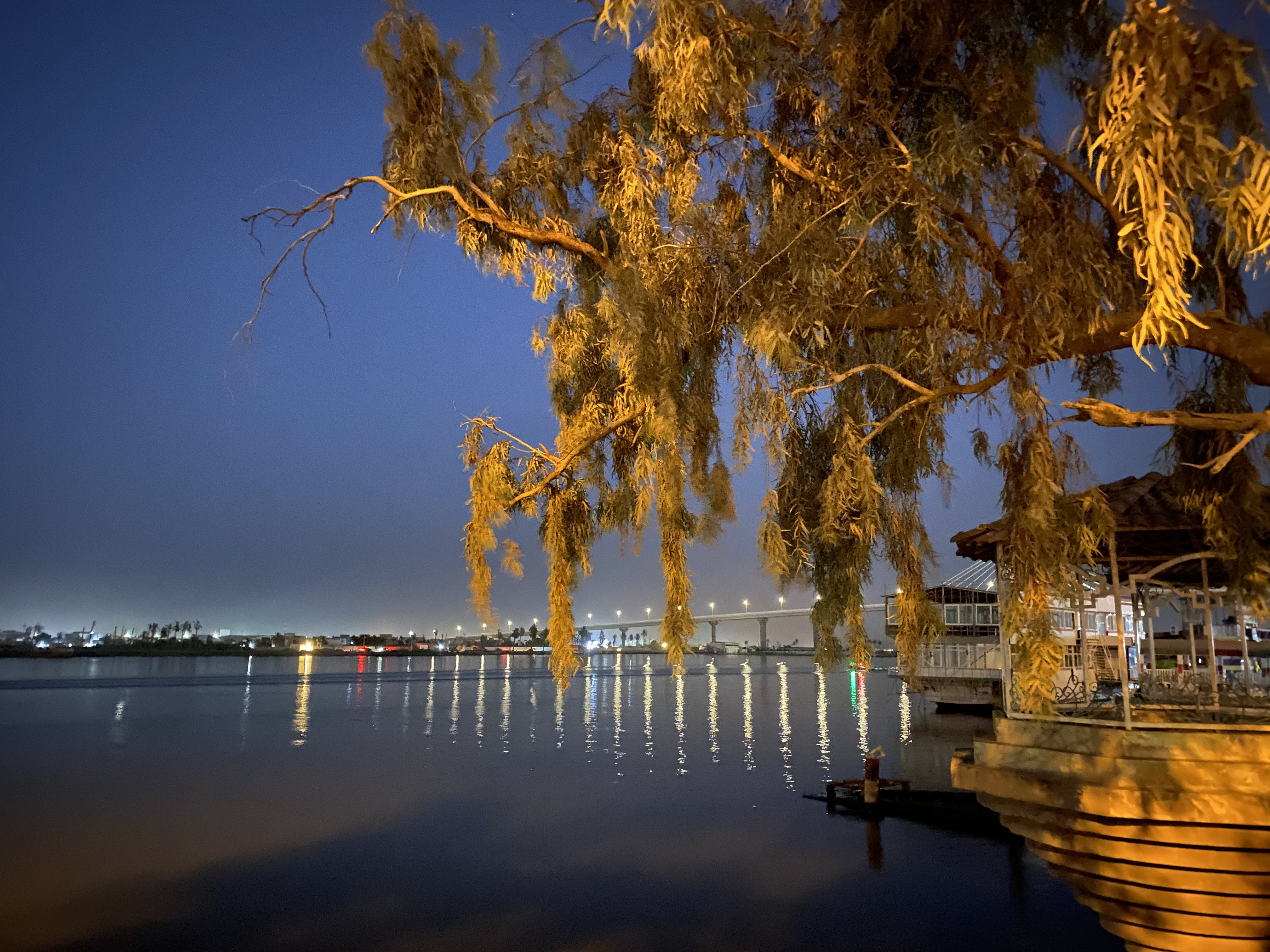

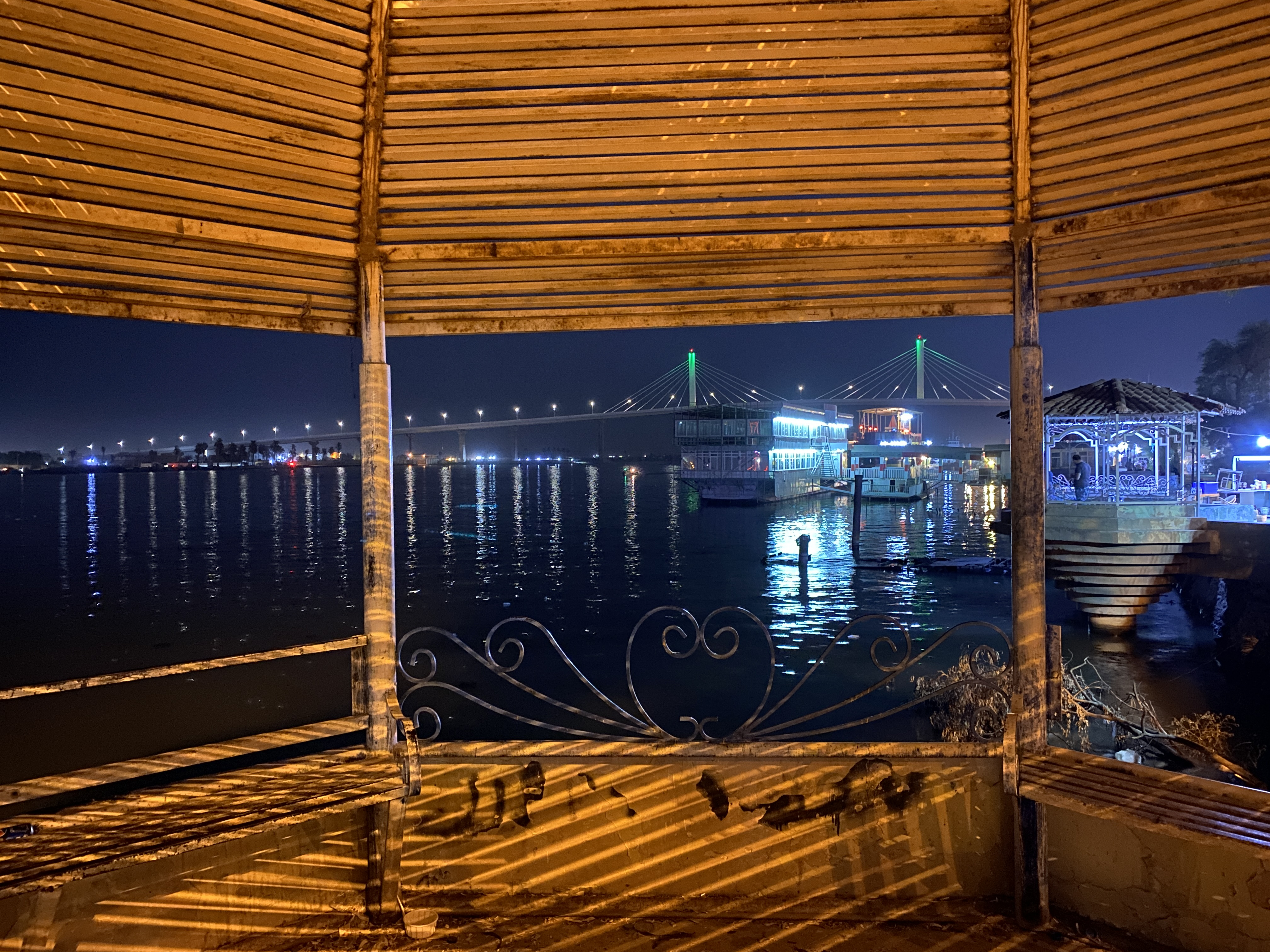

## المدن الواقعة على النهر

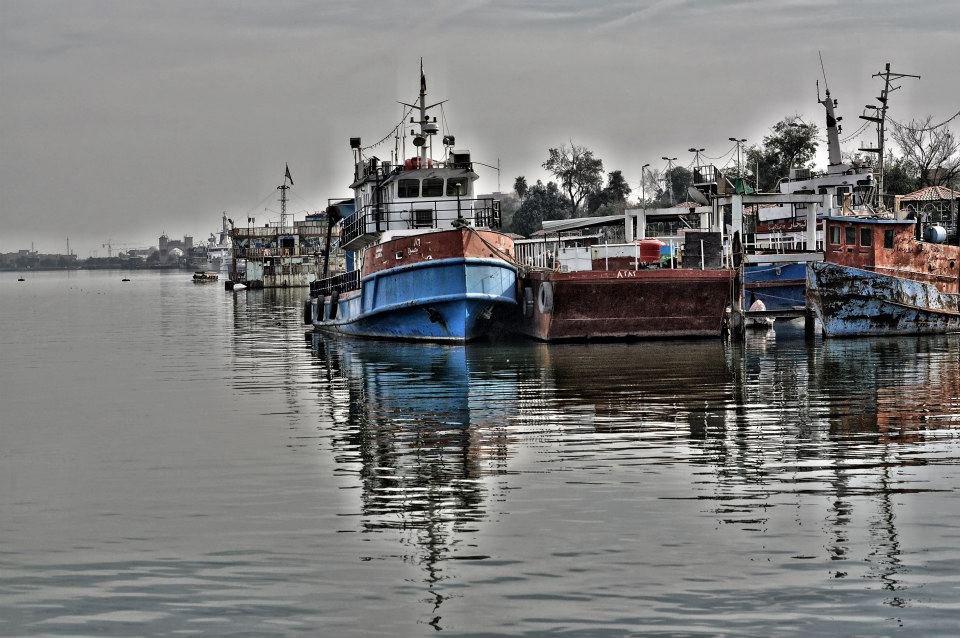
سفن قديمة راسية في شط العرب

العراق: القرنة، الدير، الهارثة، البصرة، أبو الخصيب، الفاو، قضاء شط العرب.
إيران: المحمرة، عبادان،القصبة.

## البيئة الجيولوجية
تصنف العلوم الجيولوجية المنطقة الجنوبية من العراق، وخصوصًا منطقة شط العرب على أنها منطقة غير مكتملة التكوين الجيولوجي، وقد تكوّنت مياه شط العرب من التقاء نهري دجلة والفرات.
ويرى بعض الباحثين أن الترسبات التي كوّنها نهر كارون والأودية الآتية من الجهة الغربية، سببت في نشوء سد في الخليج العربي يعوق مياه الرافدين من الوصول إليهِ بسهولة، مما جعل مياهه تسري إلى المنخفضات المجاورة لتتجمع ثانية، وتنزل تدريجيًا نحو الخليج مكونة نهر شط العرب.
يبلغ طول شط العرب 204 كم، أما عرضه فمتغير حسب المنطقة، فهو عند المصب يبلغ أكثر من كيلو مترين، في حين يبلغ عند البصرة حوالي كيلومتر واحد. وفي الآونة الأخيرة بدأ الشط يتوسع من جهة إيران نظرًا لقيام إيران بالحفر والتوسع من جهتها فيما بدأت تقوم بأعمال جيولوجية لاكتشاف النفط من جانبها المتسع بينما بقي الجانب العراقي من الشط مغمورًا بأنقاض الحروب.

## تاريخه

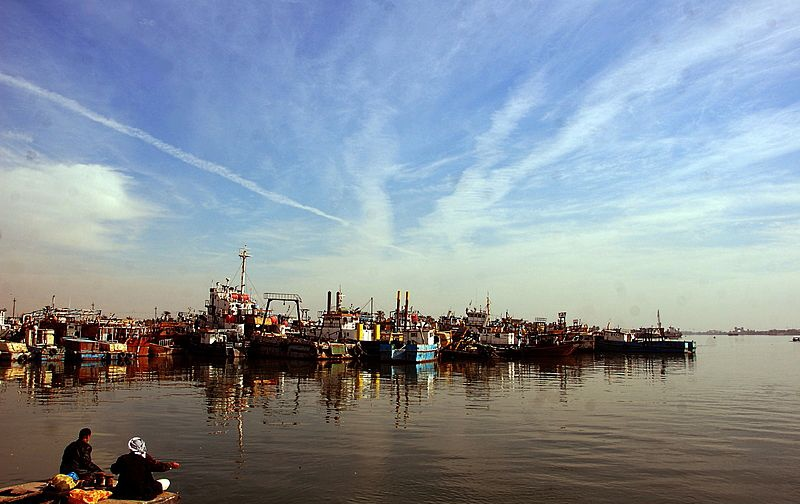
شط العرب 2014

رغم خضوع منطقة الخليج العربي إلى الاحتلال الأوروبي لمدة أربعة قرون سواء على يد البرتغاليين والهولنديين والفرنسيين والإنجليز، فإن منطقة شط العرب بقيت منطقة عربية خالصة، وحافظت على عروبتها حتى في ظل الصراع الذي دار بين الفرس والترك تارة، وبين الترك والإنجليز تارة أخرى.
ويتخذ بعض الباحثين المؤرخين في نظرتهم لشط العرب ما جاء في معاهدة قصر شيرين بين الترك والفرس عام 1639، والتي يعتبرونها أول معاهدة لترسيم الحدود -بحسب موسوعة إنكارتا وموسوعة السياسة- والتي خلت من أي ذكر لشط العرب على أنه عربي التاريخ.
تدخلت بريطانيا في قضية الحدود بين الدولتين العثمانية والفارسية، وذلك حينما تعاظم نفوذها إبان القرن الثامن عشر وكان هدفها هو البحث في سبل تأمين مواصلاتها البحرية عبر الطرق المائية ومن بينها شط العرب.
ولتنفيذ هذه الاستراتيجية البريطانية، أسندت بريطانيا إلى الرحالة والدبلوماسي البريطاني السير أوستن هنري لايارد مهمة وضع مشروع حدود تكون منطقة شط العرب فيه تابعة للدولة العثمانية، على أن يعطى نهر السیحان أو السلیج إلى إيران. وهذا النهر عبارة عن فرع من نهر الكارون يصب في الخليج وليس في شط العرب. ونشر لايارد مشروعه ذاك في مجلة الجمعية الجغرافية الملكية في لندن عام 1848.
وتتابعت بعد ذلك الاتفاقات والمعاهدات الخاصة بالحدود بين الدولة العثمانية وفارس منذ 1843 حتى بروتوكول الأستانة عام 1913.
ومع أوائل القرن العشرين اكتشف النفط في العراق وإيران وظهر أيضا في منطقة الأحواز العربية التي احتلتها إيران وأخضعتها للدولة الإيرانية، وكانت تطلق عليها إيران «عربستان» أي بلاد العرب. فزادت أهمية منطقة شط العرب لبريطانيا في عمليات نقل النفط إلى الخليج العربي ومنه إلى أوروبا.
وتقول موسوعة السياسة إن بريطانيا ضغطت على الحكومة العراقية سواء في الحرب العالمية الأولى أو إبان العهد الملكي لتقديم تنازلات في شط العرب، وحملتها على توقيع معاهدة عام 1937 التي أعطت بموجبها لإيران 16 كيلومترا من مياه شط العرب أمام منطقة عبادان وذلك لتأمين تحرك ناقلات النفط الإيراني من مصافي عبادان.
ولكن لم يقتنع الشاه محمد رضا بهلوي بهذه الكيلو مترات، فأعلن عام 1970 إلغاء معاهدة 1937 من طرف واحد، وذلك بعد أن وضعت الولايات المتحدة يدها على أكثر من 80% من النفط الإيراني إبان حكمه وظهرت حاجتها أيضا لشط العرب.
ظلّ شط العرب نهراً تابعاً للعراق حتى أُبرمت اتفاقية الجزائر سنة 1975، التي صار النهر بموجبها نهراً دولياً مقسوماً بين العراق غرباً وإيران شرقاً، يبدأ شط العرب من منطقة القرنة أو كرمة علي حيث السيادة العراقية على الشط كاملة حتى يصل الشط إلى مدينة المحمرة الإيرانية شرقاً حيث يبدأ من هناك اقتسام شط العرب بين العراق غرباً وإيران شرقاً إلى مصب الشط في الخليج العربي.

## الهوامش
- «1»: قال الجهاز المركزي للإحصاء في نشرته الإحصائية سنة 1975 "ملاحظة كان ملتقى دجلة والفرات في القرنة سابقاً أما حالياً فقد أعتبرت كرمة علي هي ملتقى النهرين".[6]